# Riparia diluta
Riparia diluta là một loài chim trong họ Hirundinidae.